# Dombeya tsaratananensis
Dombeya tsaratananensis är en malvaväxtart som först beskrevs av Bénédict Pierre Georges Hochreutiner, och fick sitt nu gällande namn av Arenes. Dombeya tsaratananensis ingår i släktet Dombeya och familjen malvaväxter. Inga underarter finns listade i Catalogue of Life.